# San Cristovo de Cea
San Cristovo de Cea település Spanyolországban, Ourense tartományban. San Cristovo de Cea Vilamarín, Amoeiro, Maside, O Carballiño, Piñor, Rodeiro, Carballedo és Dozón községekkel határos. Lakosainak száma 1989 fő (2024).

## Népesség
A település népessége az elmúlt években az alábbi módon változott:
| Lakosok száma | 3198 | 2994 | 2839 | 2739 | 2560 | 2418 | 2241 | 2137 | 2042 | 1989 |
|               | 2001 | 2004 | 2007 | 2009 | 2012 | 2014 | 2017 | 2019 | 2022 | 2024 |